# Cazilhac (Aude)
Cazilhac ist eine französische Gemeinde mit 1.637 Einwohnern (Stand: 1. Januar 2022) im Département Aude. Sie gehört zum Arrondissement Carcassonne und zum Kanton Carcassonne-2. Die Einwohner werden Cazilhacois genannt.

## Geographie
Cazilhac liegt etwa drei Kilometer südlich des Stadtzentrums von Carcassonne und wird umgeben von den Nachbargemeinden Carcassonne im Westen und Norden, Palaja im Osten sowie Cavanac im Süden und Südwesten.

## Bevölkerungsentwicklung
| Jahr                       | 1962 | 1968 | 1975 | 1982 | 1990 | 1999 | 2006 | 2019 |
| Einwohner                  | 242  | 257  | 1178 | 1357 | 1384 | 1449 | 1564 | 1652 |
| Quellen: Cassini und INSEE |      |      |      |      |      |      |      |      |

## Sehenswürdigkeiten

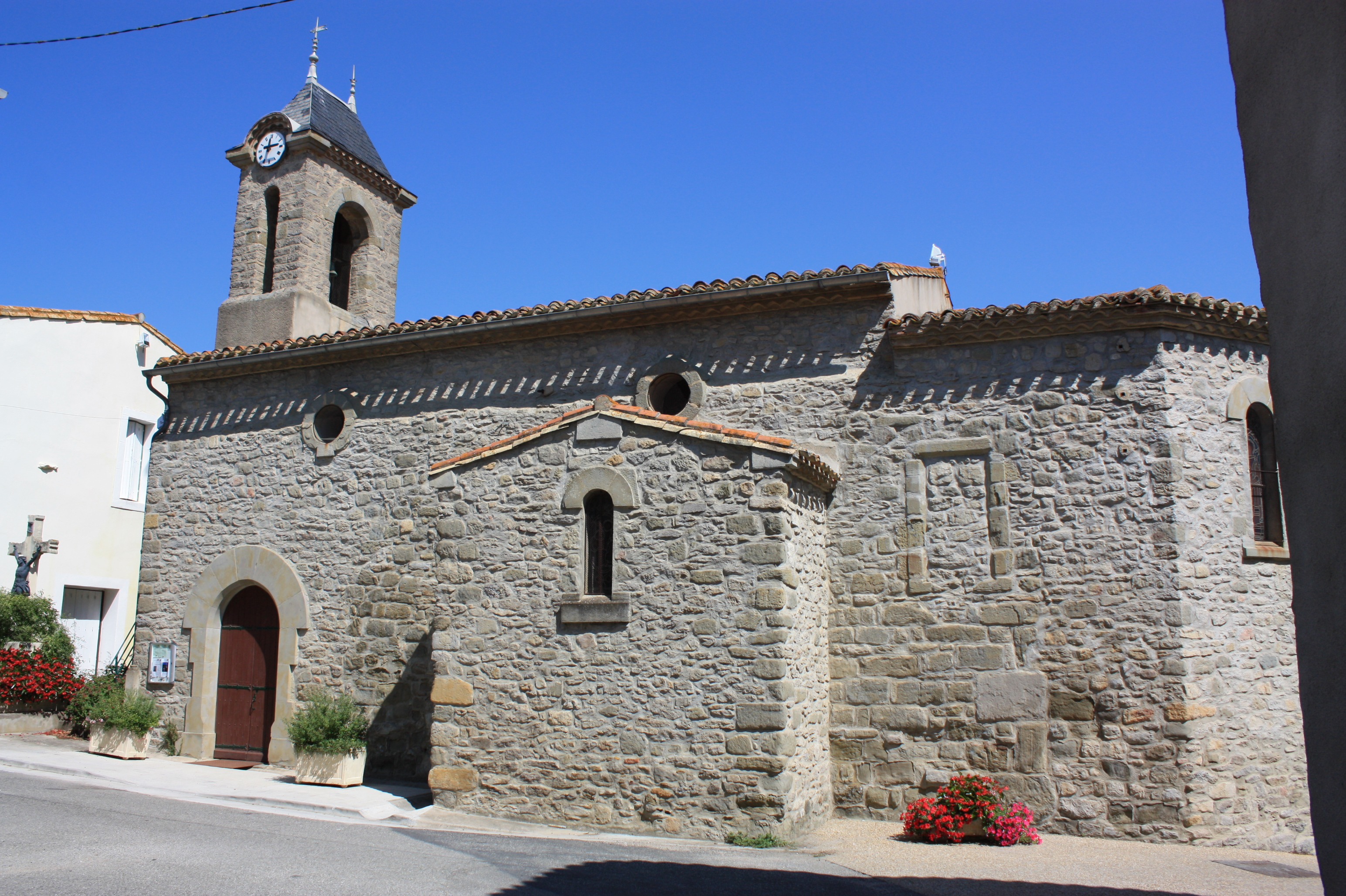
Kirche Saint-Hilaire

- Kirche Saint-Hilaire
- Brunnen am alten Rathaus